# 2025年至2026年德国足协杯
2025年至2026年德国足协杯（德語：DFB-Pokal 2025/26）是采取淘汰制的德国足协杯的第83届赛事。这项赛事由德国足球协会运营，被视为继德国足球甲级联赛之后，德国足球第二重要的俱乐部锦标。共有64支球队参与本届赛事角逐，其中包括参加了去季德甲和德乙的所有俱乐部。六圈赛事定于2025年8月15日揭幕，至2025年5月23日结束。决赛将在柏林奥林匹克体育场举行，这座名副其实的中立场地自1985年以来一直承办决赛。本届赛事的卫冕冠军为德甲球队斯图加特，它们在去季决赛中以4比2击败了阿米尼亚比勒费尔德。
当届德国足协杯的优胜者将自动获得2026-27赛季欧洲联赛联赛阶段的参赛资格。若优胜球队已通过德甲排名取得欧洲冠军联赛的参赛资格，那么该欧洲联赛资格将由德甲第六名球队获得，而德甲第七名球队将顺延参加欧洲协会联赛的第二轮资格赛。优胜球队还将在来赛季初主办2026年德国超级杯，并将对阵2025-26赛季德甲冠军。

## 赛制

### 参赛资格
德国足协杯是以64支球队开始角逐。去季德甲和德乙的全部36支球队，以及德丙的前四名球队自动获得参赛资格。剩余的名额中有21个给予各地区足球协会，即地区足协杯冠军。最后的3个名额，则给予三个拥有最多男子球队的地区协会，当前为巴伐利亚、下萨克森和威斯特法伦。其中下萨克森的名额是给予下萨克森杯业余组的冠军；而巴伐利亚及威斯特法伦的名额分别给予巴伐利亚地区联赛和威斯特法伦高级联赛中排名最高的该协会俱乐部。由于每支球队都有权参加地方赛事以争取从各地足协杯突围，因此原则上每支球队都可以竞争德国足协杯。预备队不允许参赛，因此不会出现同一协会或组织有两支相同球队参赛的情况。

### 抽签
不同的轮次将按照如下规则进行抽签：
在第一圈比赛中，参赛球队将分为两档、每档32支球队。第一档包括通过地区杯赛晋级的球队、德丙联赛的前四名球队和德乙联赛的后四名球队。这一档的每支球队都将抽中一支第二档球队，后者包括所有剩余的职业球队（所有德甲球队和余下的14支德乙球队）。在此过程中，第一档球队将被设定为主场作战。
第二圈也采用两档制，已晋级的德丙联赛和/或业余球队将进入第一档，余下的德甲和德丙联赛球队将进入第二档。然而此时两档的数量不需要相同，这主要取决于第一圈的赛果。从理论上讲，倘若第一圈时其中一档的所有球队均击败了另一档的球队，则第二圈甚至有可能只有一个分档。当其中一档被抽完时，剩余的对阵将在另一档中继续抽签，先被抽出的球队将进行主场作战。
对于再往后的轮次或决赛，将归为同一个档次进行抽签。任何晋级的德丙球队以及/或业余球队将成为主队——如果他们抽中的是职业球队。而在其他情况下，先被抽出的球队将进行主场作战。
决赛将在柏林奥林匹克体育场作为中立场地举行。首场半决赛的胜者会被视为“主队”，可优先选择出赛球衣。

### 比赛规则
每支球队每圈进行一场比赛。比赛时间为90分钟，分为各45分钟的两个半场进行。若90分钟的常规比赛内战成平局，则需进行两个半场为期15分钟的加时赛；若加时赛仍未分出胜负，则需进行点球大战决胜。首先主罚点球的球队将通过掷硬币决定。每队共有9名球员允许出现在替补席，常规时间内最多可替换5人。然而，每支球队只有三次换人机会，加时赛可增加至第四次，不包括在中场休息、加时赛开始前和加时赛中场休息时进行的换人。从四分之一决赛开始，德国足协杯的所有比赛场次都将使用视频助理裁判（VAR）。尽管技术上可行，VAR却不会在四分之一决赛前用于德甲球队的主场比赛，以便为所有的比赛提供统一的方针。

### 红黄牌
若球员在赛事期间累计获得5张黄牌，则将在下一场比赛中停赛。若球员在单场比赛中累计两张黄牌被罚下场，也将在下一场比赛中停赛。若球员在单场比赛中被红牌罚下，则将视情况而定被禁赛至少一场。

### 冠军资格
德国足协杯的冠军将自动获得来季欧洲联赛联赛阶段的参赛资格。如果它已通过德甲联赛的排名入围更高级别的欧洲冠军联赛，其资格将授予联赛第六名；而欧洲联赛第三轮资格赛的资格则顺延授予联赛第七名。足协杯冠军还将在来季初期获得德国超级杯的主办权，对阵去季德甲联赛冠军——除非同一支球队同时赢得德甲联赛和德国足协杯，实现双冠王。在这种情况下，其资格将授予德甲联赛亚军。

## 参赛球队
以下64支球队获得了本届德国足协杯的参赛资格：
| 德甲 18支球队来自2024–25赛季 | 德乙 18支球队来自2024–25赛季 | 德丙 前四名球队来自2024–25赛季 |
| - 奥格斯堡 - 柏林联 - 波鸿 - 云达不来梅 - 普鲁士多特蒙德 - 和睦法兰克福 - 弗赖堡 - 海登海姆 - 霍芬海姆1899 - 荷尔斯泰因基尔 - RB莱比锡 - 拜耳勒沃库森 - 美因茨05 - 普鲁士门兴格拉德巴赫 - 拜仁慕尼黑 - 圣保利 - 斯图加特 - 沃尔夫斯堡 | - 和睦不伦瑞克 - 柏林赫塔 - 达姆施塔特98 - 福尔图娜杜塞尔多夫 - 埃尔弗斯贝格 - 格罗伊特菲尔特 - 汉堡 - 汉诺威96 - 凯泽斯劳滕 - 卡尔斯鲁厄 - 科隆 - 马格德堡 - 普鲁士明斯特 - 纽伦堡 - 帕德博恩07 - 雅恩雷根斯堡 - 沙尔克04 - 乌尔姆1846 | - 阿米尼亚比勒费尔德 - 德累斯顿迪纳摩 - 萨尔布吕肯 - 科特布斯能量 |
| 地区足协代表 21个地区足协的24支球队（主要）来自地区足协杯 | | |
| 巴登 - 桑德豪森 巴伐利亚 - 伊勒蒂森(CW) - 施韦因富特 (LC) 柏林 - 柏林迪纳摩 勃兰登堡 - RSV和睦 不来梅 - 黑梅林根 汉堡 - 和睦诺德施泰特 黑森 - 韦恩威斯巴登                                                                            | 下莱茵 - 红白埃森 下萨克森 - 蓝白洛讷(3L/RL) - 阿特拉斯代尔门霍斯特（Am.） 梅克伦堡-前波美拉尼亚 - 汉莎罗斯托克 中莱茵 - 维多利亚科隆 莱茵兰 - 恩格尔斯07 萨尔兰 - 洪堡08 萨克森 - 莱比锡火车头                                         | 萨克森-安哈尔特 - 哈勒 石勒苏益格-荷尔斯泰因 - 吕贝克 南巴登 - 巴林根 西南 - 皮尔马森斯 图林根 - 莫伊瑟尔维茨 威斯特法伦 - 洛特体育之友（CW） - 居特斯洛（RW） 符腾堡 - 松嫩霍夫大阿斯帕赫 |

## 日程表

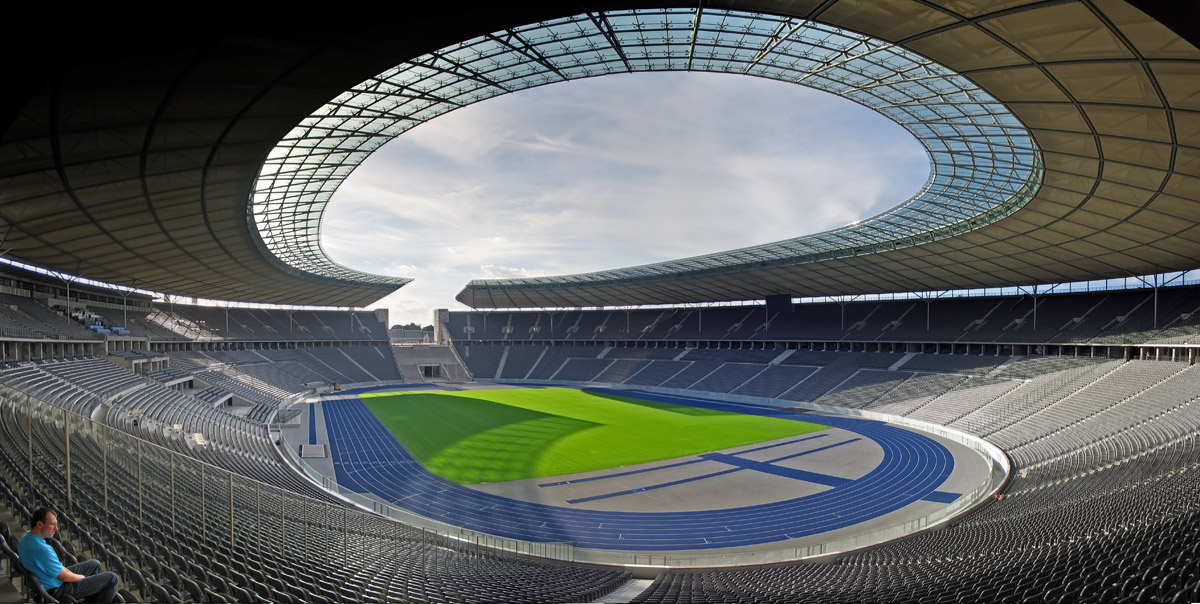
位于柏林的奥林匹克体育场将承办决赛

除非另有说明，所有抽签通常都于每一圈比赛后的周日傍晚举行。
2025-26赛季的比赛轮次时间安排如下：
| 阶段         | 抽签日期      | 比赛日期                          |
| ------------ | ------------- | --------------------------------- |
| 第一圈       | 2025年6月15日 | 2025年8月15－18日与8月26－27日    |
| 第二圈       | 2025年8月31日 | 2025年10月28－29日                |
| 八分之一决赛 | 2025年11月2日 | 2025年12月2－3日                  |
| 四分之一决赛 | 2025年12月7日 | 2026年2月3－4日与10－11日         |
| 半决赛       | 2025年2月15日 | 2026年4月21－22日                 |
| 决赛         | 2025年2月15日 | 2026年5月23日于柏林奥林匹克体育场 |

## 比赛
总共将进行63场比赛，从2025年8月15日的第一圈开始，到2026年5月23日在柏林奥林匹克体育场举行的决赛结束。
2025年10月26日之前和2026年3月29日之后的时间为欧洲中部夏令时间（UTC+2）。2025年10月27日至2026年3月28日的时间为欧洲中部时间（UTC+1）。

### 第一圈
参赛球队被分入两个签池。第一档签池包括2024-25赛季德乙联赛第15至18名的球队、2024-25赛季德丙联赛的前4名球队以及各地区足协的代表队；第二档签池则包含2024-25赛季德甲联赛的全部18支球队和德乙联赛的前14支名球队。每个抽签配对中，第一档的球队都会抽到第二档的球队，而第一档的球队将始终获得主场作赛权。第一圈抽签于2025年6月15日进行。仪式由德国短跑运动员欧文·安萨担任抽签嘉宾，而德国足协副主席彼得·弗里穆特则担任开签人。
| 2025年8月15日 | 居特斯洛 | 0–5  | 柏林联                                        | 居特斯洛                                                    |
| 18:00         |          | 報告 | - 19' - 35' - 43' - 伊利奇 78' - 郑优营 90+5' | 場館： 石楠森林体育场 入場人數： 9,236 ： 雅尔诺·维内费尔德 |

| 2025年8月15日 | 松嫩霍夫大阿斯帕赫 | 0–4  | 拜耳勒沃库森                              | 阿斯帕赫                                                    |
| 18:00         |                    | 報告 | - 32' - 阿图尔 74' - 科法内 84' - 87'（） | 場館： 我们做印刷竞技场 入場人數： 8,850 ： 米夏埃尔·巴赫尔 |

| 2025年8月15日 | 萨尔布吕肯 | 1–3  | 马格德堡                         | 萨尔布吕肯                                                 |
| 18:00         | 齐韦亚 67' | 報告 | - 卡尔斯 43' - 加里卜 45+2', 59' | 場館： 路德维希公园体育场 入場人數： 16,003 ： 罗宾·布劳恩 |

| 2025年8月15日 | 阿米尼亚比勒费尔德 | 1–0  | 云达不来梅 | 比勒费尔德                                           |
| 20:45         | 扬 90+3'           | 報告 |            | 場館： 旭格竞技场 入場人數： 26,515 ： 罗伯特·哈特曼 |

| 2025年8月16日 | 柏林迪纳摩         | 1–3 (加時) | 波鸿                                 | 柏林                                                      |
| 13:00         | 谢尔巴科夫斯基 46' | 報告       | - 洛斯利 86' - 班巴 106' - 贝罗 119' | 場館： 体育论坛体育场 入場人數： 4,705 ： 费利克斯·瓦格纳 |

| 2025年8月16日 | 皮尔马森斯 | 1–2 (加時) | 汉堡                                 | 皮尔马森斯                                                     |
| 13:00         | 格里斯 46' | 報告       | - 拉莫斯 90+2' - 柯尼希斯德费尔 100' | 場館： 胡斯特高地体育公园 入場人數： 10,000 ： 蒂莫·甘斯洛魏特 |

| 2025年8月16日                                  | 和睦诺德施泰特 | 0–0 (加時) (2–3 )                          | 圣保利 | 汉堡                                                     |
| 15:30                                          |                | 報告                                       |        | 場館： 米勒门体育场 入場人數： 30,000 ： 埃里克·魏斯巴赫 |
|                                                |                |                                            |        |                                                          |
| - 科赫 - 弗拉姆 - 布伦德尔 - 格罗斯 - 别豪内克 |                | - 瓦尔 - 藤田让瑠 - 奥皮 - 西纳尼 - 内梅特 |        |                                                          |

| 2025年8月16日 | 汉莎罗斯托克 | 0–4  | 霍芬海姆1899                                      | 罗斯托克                                                         |
| 15:30         |              | 報告 | - 布格尔 37' - 默尔施泰特 71', 86' - 阿斯拉尼 83' | 場館： 波罗的海体育场 入場人數： 25,000 ： 沃尔夫冈·哈斯尔贝格尔 |

| 2025年8月16日 | 桑德豪森                 | 2–4  | RB莱比锡                                 | 桑德豪森                                                        |
| 15:30         | - 安帕杜 3' - 赫尔曼 18' | 報告 | - 迪奥曼德 6' - 23' - 班祖齐 79' - 90+6' | 場館： 哈特森林BWT体育场 入場人數： 15,000 ： 马蒂亚斯·约伦贝克 |

| 2025年8月16日 | 巴林根 | 0–5  | 海登海姆                                              | 皇座山麓巴林根                                      |
| 15:30         |        | 報告 | - 希恩扎 9', 61' - 洪萨克 34' - 考夫曼 77' - 康特 83' | 場館： 皇座山体育场 入場人數： 4,000 ： 卢卡斯·贝嫩 |

| 2025年8月16日                                                       | 伊勒蒂森                            | 3–3 (加時) (6–5 )                                                            | 纽伦堡                                               | 伊勒蒂森                                              |
| 15:30                                                               | - 米利奇 2' - 格莱辛 43' - 吕勒 90' | 報告                                                                         | - 耶尔马兹 65' - 斯捷潘诺夫 78' - 特拉洛维奇 86'（） | 場館： 弗林体育场 入場人數： 3,000 ： 帕特里克·阿尔特 |
|                                                                     |                                     |                                                                              |                                                      |                                                       |
| - 吕勒 - 黑克曼 - 乔契奇 - 格斯特迈尔 - 策勒 - 穆特 - 伊里戈延-戈尼 |                                     | - 特拉洛维奇 - 扬德尔 - 卡拉菲亚特 - 洛乔什维利 - 卢巴赫 - 格鲁贝尔 - 马布卢 |                                                      |                                                       |

| 2025年8月16日 | 黑梅林根 | 0–9  | 沃尔夫斯堡                                                                 | 费尔登                                                 |
| 15:30         |          | 報告 | - 13' - 14' - 39'（） - 佩契诺维奇 53', 76', 81' - 斯万贝里 61', 71' - 72' | 場館： 柏林环路体育场 入場人數： 15,000 ： 尼科·富克斯 |

| 2025年8月16日 | 吕贝克 | 1–2  | 达姆施塔特98                | 吕贝克                                                             |
| 18:00         |        | 報告 | - 马格利察 34' - 霍恩比 73' | 場館： 植鞣磨坊体育场 入場人數： 10,434 ： 莱昂尼达斯·埃克索齐迪斯 |

| 2025年8月16日 | 科特布斯能量 | 1–0  | 汉诺威96 | 科特布斯                                                   |
| 18:00         | 吉埃尔奇 12' | 報告 |          | 場館： LEAG能量体育场 入場人數： 18,000 ： 费利克斯·普里甘 |

| 2025年8月16日 | 洛特体育之友 | 0–2  | 弗赖堡                  | 洛特                                                      |
| 18:00         |              | 報告 | - 丁克奇 43' - 赫勒 69' | 場館： 洛特互通体育场 入場人數： 6,000 ： 弗洛里安·莱希纳 |

| 2025年8月17日 | 恩格尔斯07 | 0–5  | 和睦法兰克福                                        | 科布伦茨                                               |
| 13:00         |            | 報告 | - 巴奥亚 44' - 堂安律 45', 54' - 89' - 阿伦森 90+1' | 場館： 上韦特体育场 入場人數： 10,100 ： 罗伯特·坎普卡 |

| 2025年8月17日 | 维多利亚科隆 | 1–3  | 帕德博恩07                             | 科隆                                                      |
| 13:00         | 59'          | 報告 | - 格里马尔迪 5', 8' - 比尔比亚 36'（） | 場館： 赫恩贝格体育公园 入場人數： 8,343 ： 泽伦·施托克斯 |

| 2025年8月17日 | 阿特拉斯代尔门霍斯特        | 2–3  | 普鲁士门兴格拉德巴赫  | 奥尔登堡                                               |
| 15:30         | - 罗韦德尔 32' - 乌尔班 40' | 報告 | - 哈克 20', 38' - 68' | 場館： 行军路体育场 入場人數： 14,300 ： 法宾妮·米歇尔 |

| 2025年8月17日 | 莱比锡火车头 | 0–1  | 沙尔克04 | 莱比锡                                                        |
| 15:30         |              | 報告 | 107'     | 場館： 布鲁诺·普拉赫体育场 入場人數： 11,900 ： 马克斯·布尔达 |

| 2025年8月17日 | 雅恩雷根斯堡 | 1–2  | 科隆                            | 雷根斯堡                                                 |
| 15:30         | 鲍尔 66'     | 報告 | - 马特尔 90+6' - 约翰内松 90+8' | 場館： 雅恩体育场 入場人數： 13,000 ： 克里斯蒂安·丁格特 |

| 2025年8月17日 | 蓝白洛讷 | 0–2  | 格罗伊特菲尔特            | 洛讷                                                         |
| 15:30         |          | 報告 | - 奥勒森 58' - 柯尼希 84' | 場館： 海因茨·德特默体育场 入場人數： 4,500 ： 费利克斯·韦勒 |

| 2025年8月17日 | 莫伊瑟尔维茨 | 0–5  | 卡尔斯鲁厄                                                    | 莫伊瑟尔维茨                                              |
| 15:30         |              | 報告 | - 施洛伊泽纳 1', 42' - 拉普 11' - 埃格洛夫 52' - 科巴尔德 56' | 場館： 蓝筹码竞技场 入場人數： 4,269 ： 拉尔斯·埃尔布斯特 |

| 2025年8月17日 | RSV和睦 | 0–7  | 凯泽斯劳滕                                                                                   | 波茨坦                                                               |
| 15:30         |         | 報告 | - 昆策 11' - 埃姆雷利 15' - 金志树 24' - 汉斯利克 34' - 里特尔 48' - 拉施尔 71' - 塔奇 90+1' | 場館： 卡尔·李卜克内西体育场 入場人數： 8,500 ： 克里斯蒂安·巴尔韦格 |

| 2025年8月17日 | 洪堡08 | 0–2  | 荷尔斯泰因基尔                   | 洪堡                                                    |
| 18:00         |        | 報告 | - 托尔金 24' - 伯恩哈德松 90+11' | 場館： 洪堡森林体育场 入場人數： 5,123 ： 阿萨德·努胡姆 |

| 2025年8月17日 | 哈勒 | 0–2  | 奥格斯堡                  | 哈勒                                                         |
| 18:00         |      | 報告 | - 穆尼耶 52' - 埃森德 79' | 場館： 洛伊纳化学体育场 入場人數： 14,000 ： 托比亚斯·赖歇尔 |

| 2025年8月17日 | 乌尔姆1846 | 0–1  | 埃尔弗斯贝格 | 乌尔姆                                              |
| 18:00         |            | 報告 | 凯德尔 72'   | 場館： 多瑙体育场 入場人數： 9,531 ： 理夏德·亨佩尔 |

| 2025年8月18日                                  | 普鲁士明斯特 | 0–0 (加時) (3–5 )            | 柏林赫塔 | 明斯特                                               |
| 18:00                                          |              | 報告                         |          | 場館： 普鲁士体育场 入場人數： 10,635 ： 马丁·彼得森 |
|                                                |              |                              |          |                                                      |
| - 巴蒂斯塔-迈尔 - 舍德尔 - 马克里季斯 - 洛科奇 |              | - 延森 - 克拉滕马赫 - 格伦宁 |          |                                                      |

| 2025年8月18日 | 施韦因富特05                      | 2–4  | 福尔图娜杜塞尔多夫                   | 施韦因富特                                           |
| 18:00         | - 温茨海默 44'（） - 舒拉诺夫 83' | 報告 | - 66', 86' - 伊滕 68' - 穆斯利亚 72' | 場館： 萨克斯体育场 入場人數： 15,000 ： 蒂莫·格拉赫 |

| 2025年8月18日 | 德累斯顿迪纳摩 | 0–1  | 美因茨05 | 德累斯顿                                                              |
| 18:00         |                | 報告 | 22'      | 場館： 鲁道夫·哈比希体育场 入場人數： 30,000 ： 弗洛里安·巴德施蒂布纳 |

| 2025年8月18日 | 红白埃森 | 0–1  | 普鲁士多特蒙德 | 埃森                                                       |
| 20:45         |          | 報告 | 79'            | 場館： 港口街畔体育场 入場人數： 19,300 ： 弗兰克·维伦博格 |

| 2025年8月26日 | 和睦不伦瑞克 | v    | 斯图加特 | 不伦瑞克          |
| 20:45         |              | 報告 |          | 場館： 和睦体育场 |

| 2025年8月27日 | 韦恩威斯巴登 | v    | 拜仁慕尼黑 | 威斯巴登            |
| 20:45         |              | 報告 |            | 場館： 碧然德竞技场 |